# Festa dos Fachós

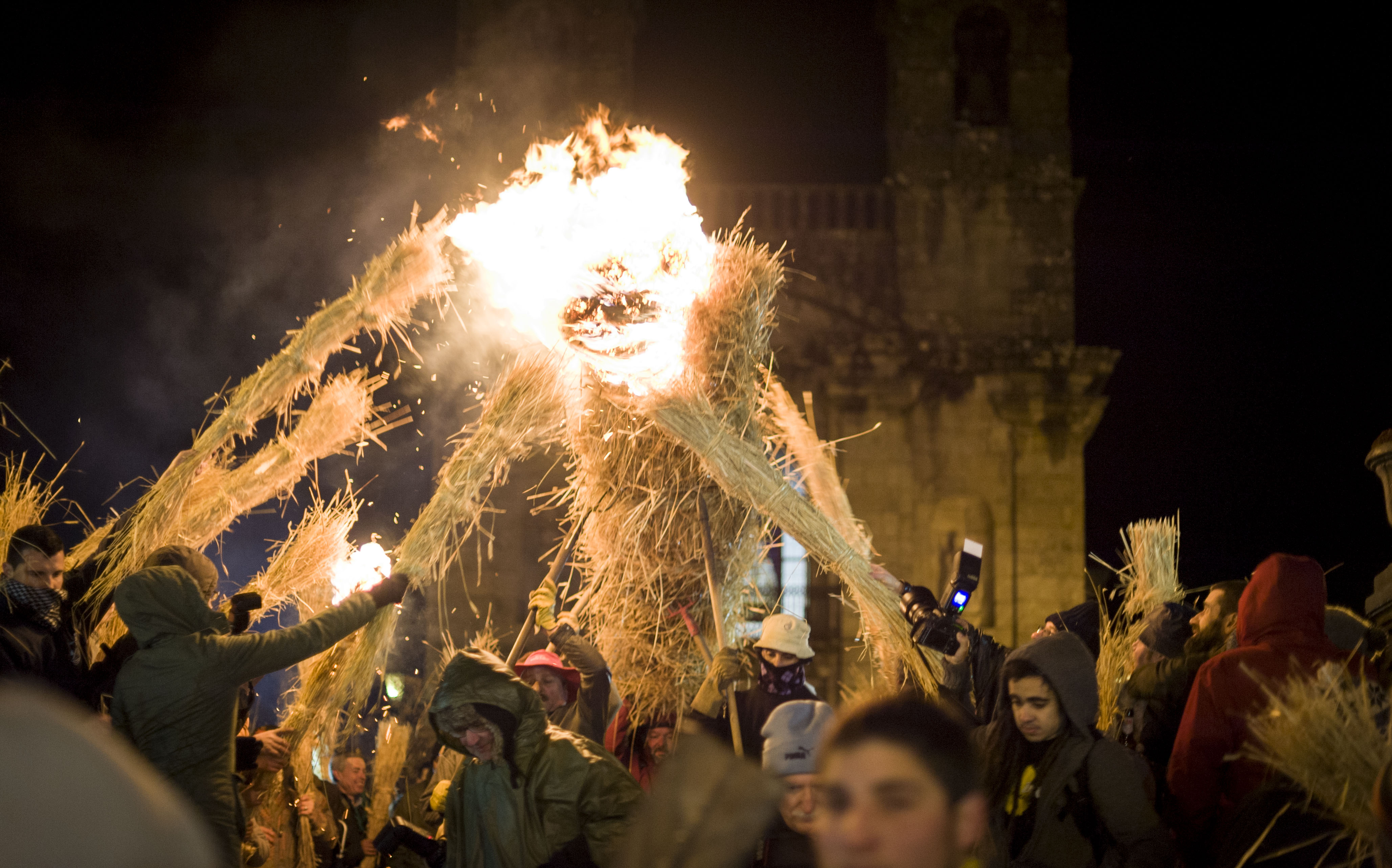
Prendiendo el Fachón para ir en procesión.

La Festa dos Fachós de Castro Caldelas se celebra el 19 de enero en la víspera del día de San Sebastián, comienza con la caída del sol y se prolonga durante la noche. Esta celebración se convirtió en una de las tradiciones de culto al fuego más representativas de Galicia, en la línea de otros foliones con fachadas que aún persisten.

## Descripción

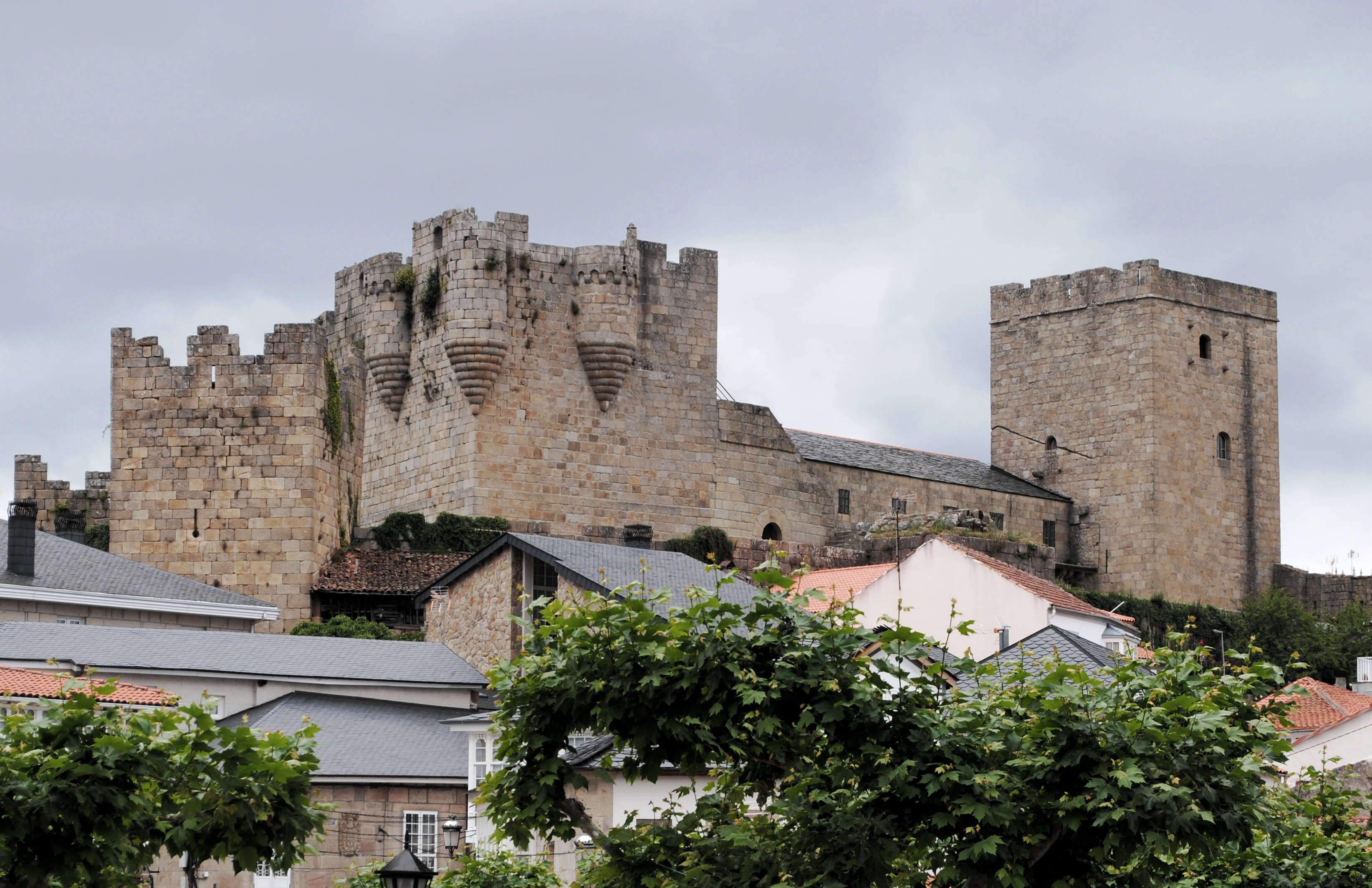
Castillo de Castro Caldelas.

La fiesta consiste en una procesión en la que se llevan cientos de antorchas alrededor del Castillo de Castro Caldelas, saliendo desde la iglesia de los Remedios y haciendo un recorrido en plena oscuridad detrás de la antorcha principal (de varios metros de largo), que precede a la imagen del santo, hecha de paja al igual que los fachóns.
Finaliza la procesión en el atrio de la iglesia donde se queman las antorchas en una gran hoguera, culminando el rito del fuego purificador en medio del tocar de las campanas.
La Festa dos Fachós se encuadra dentro de los foliones de víspera junto a otras celebraciones con antorchas que aún perduran, el Folión de Fachas de Vilelos o la Quema de las Fachas de Castelo. Frecuentes en el pasado en la Ribeira Sacra, y también alrededor de la capilla de los Remedios en la ciudad de Orense, por Allariz y en la La Merca, igualmente otras fiestas de Castro Caldelas eran denominadas como folións.

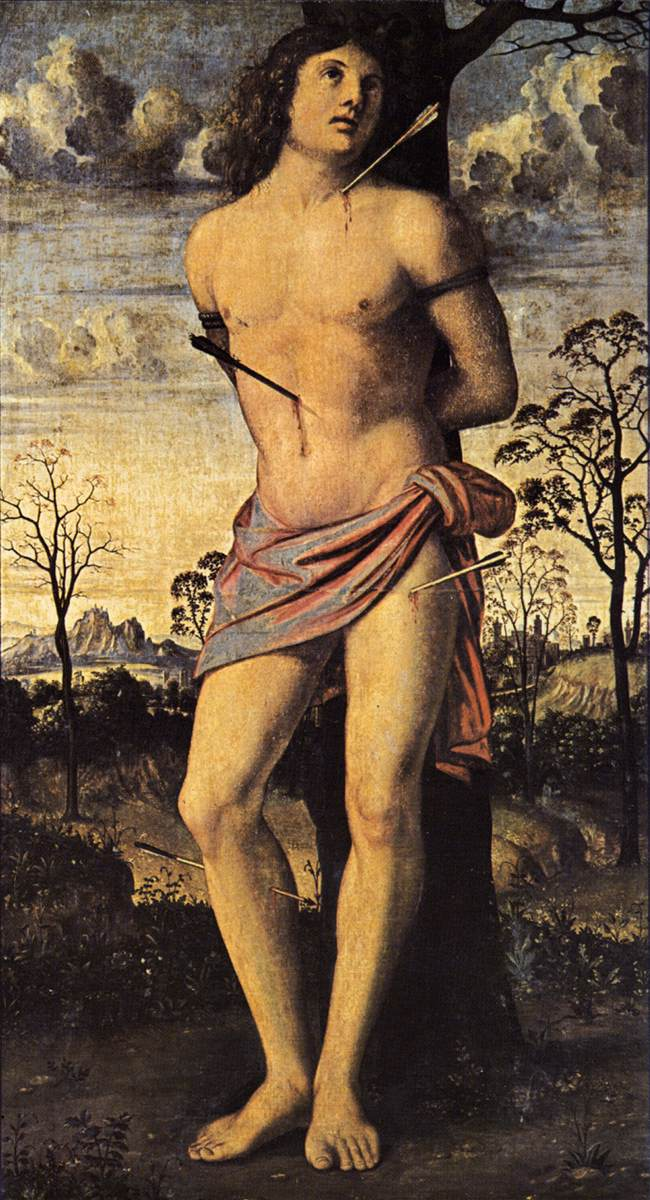
San Sebastián se invoca contra la peste.

## Historia
A pesar de que la Fiesta de los Fachós es una tradición ancestral, no se puede determinar su origen con certeza. Las primeras referencias escritas de las que se tiene constancia son del año 1763, siendo una de las celebraciones más antiguas de Galicia.
Sobre los orígenes de la Fiesta de los Fachós de Castro Caldelas hay escritos que hablan de las tradiciones celtas relacionadas con el fuego, antes de ser cristianizado y asimilado el culto a San Sebastián. El escritor orensano Vicente Risco relaciona esta fiesta con los ritos celtas de culto al sol.

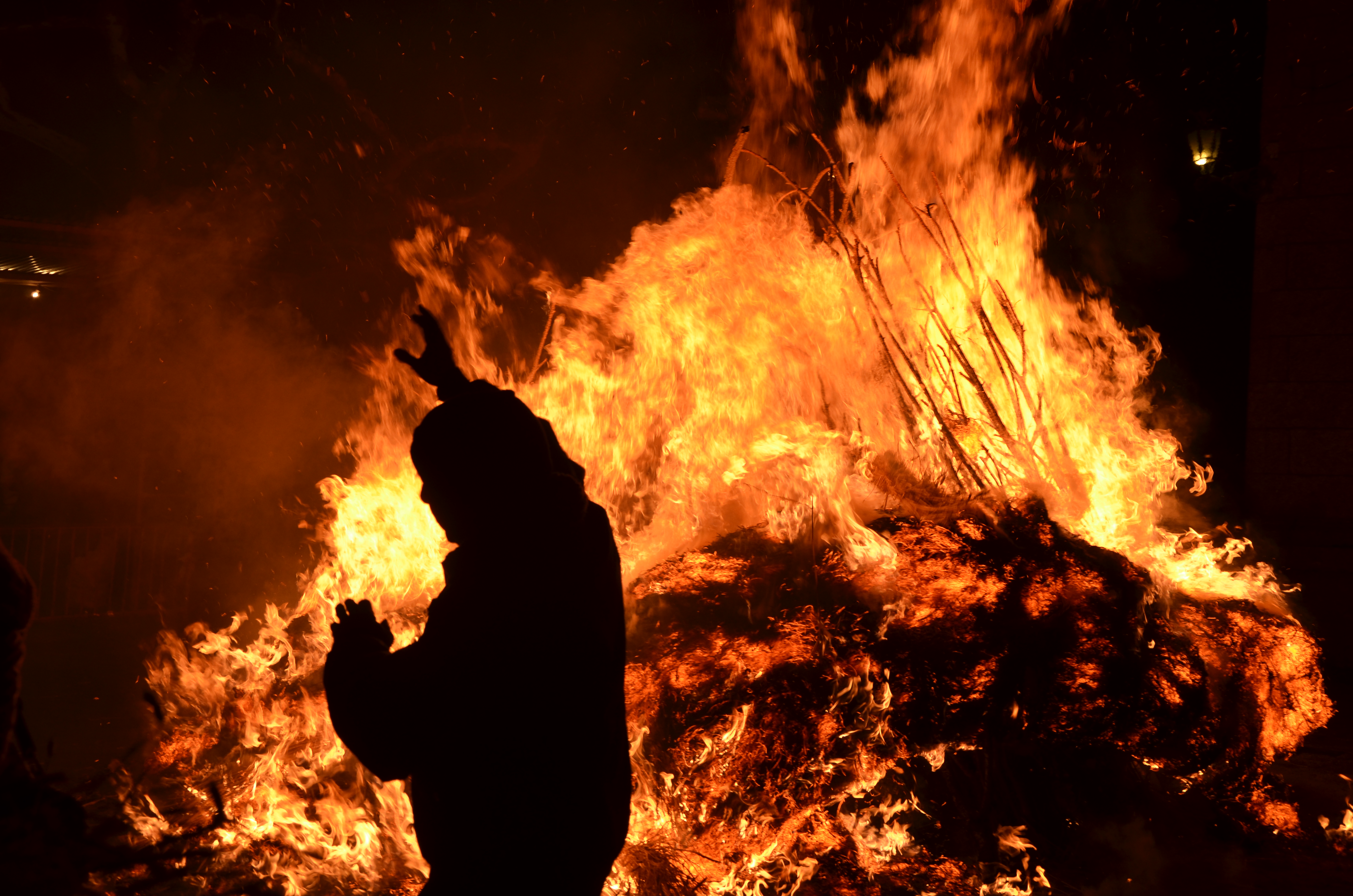
La "cacharela".

Otra hipótesis apunta al siglo XVIII para referirse al origen del ritual, cuando una peste de cólera asoló la comarca caldelana, fue entonces cuando los vecinos rogaron a San Sebastián y San Roque para que intercedieran y remataran con la enfermedad, haciendo una hoguera para quemar las pertenencias de los infectados.
Finalmente, otra tradición vincula el origen de la celebración a la conmemoración de la busca que hicieron los cristianos para encontrar el cuerpo del santo la noche que fue martirizado.
Las diversas hipótesis que pretenden explicar el origen de la fiesta desde una óptica local tienen escasa fiabilidad histórica, sin embargo resultan interesantes como interpretaciones populares. A pesar de incertidumbre de su origen la fiesta inunda la noche de la villa caldelana en un ambiente especial y único.

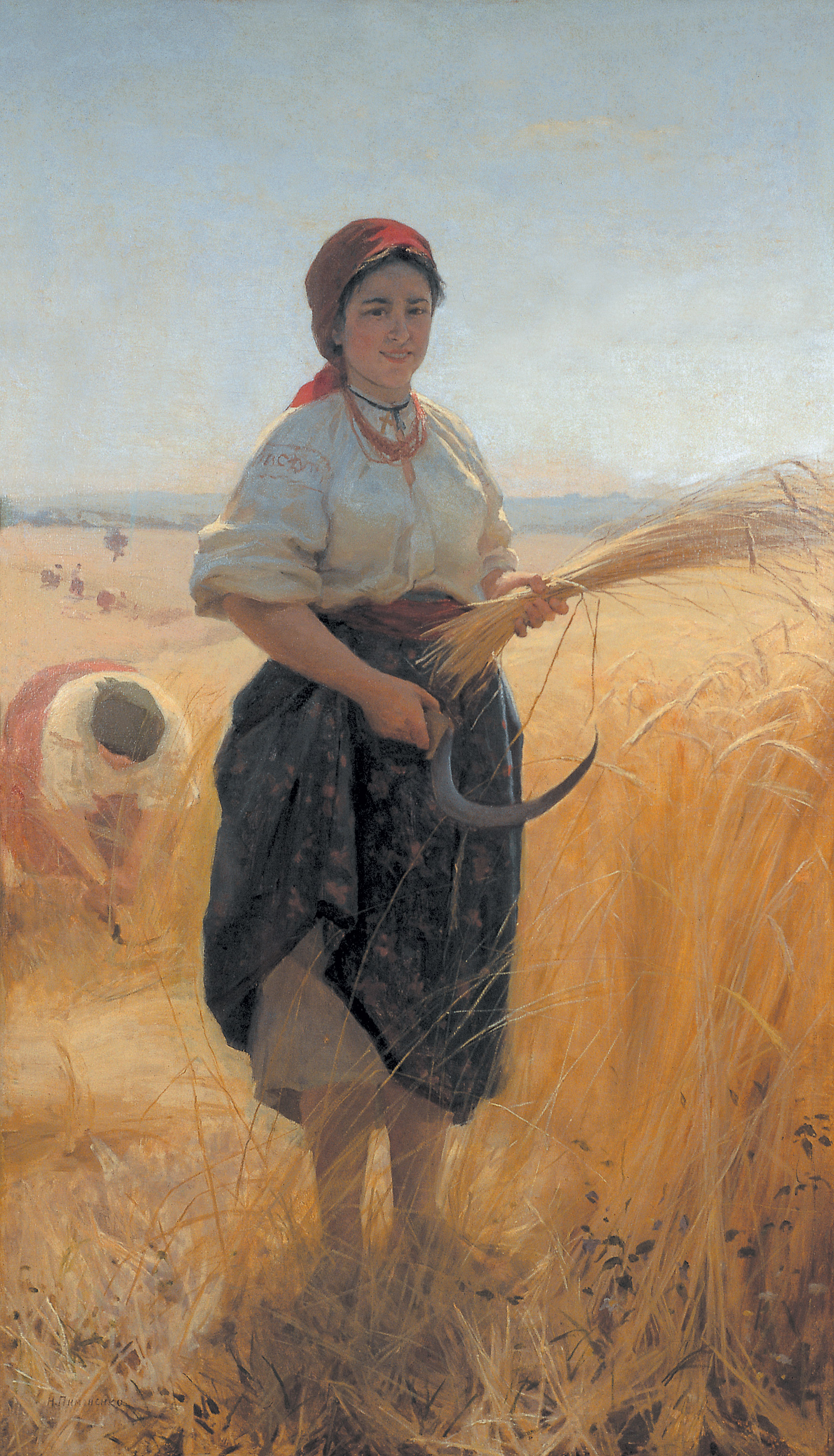
La Siega, cuadro de Mykola Pymonenko, 1889.

## Elaboración de los fachós
Antiguamente la elaboración de los fachóns se hacía con la paja de la siega, que se obtenía después de sembrar el centeno y segar. Actualmente esta práctica se fue perdiendo hasta quedar en desuso, por lo que uno de los inconvenientes para seguir manteniendo esta tradición es la falta de paja para hacer los fachóns.
En el presente es el consistorio de Castro Caldelas el que se encarga de sembrar cada cuatro años el centeno, de segar y apalear al igual que se hacía tradicionalmente, preparando la paja y guardándola en el pajar para las celebraciones de los próximos años.

## Galería de imágenes

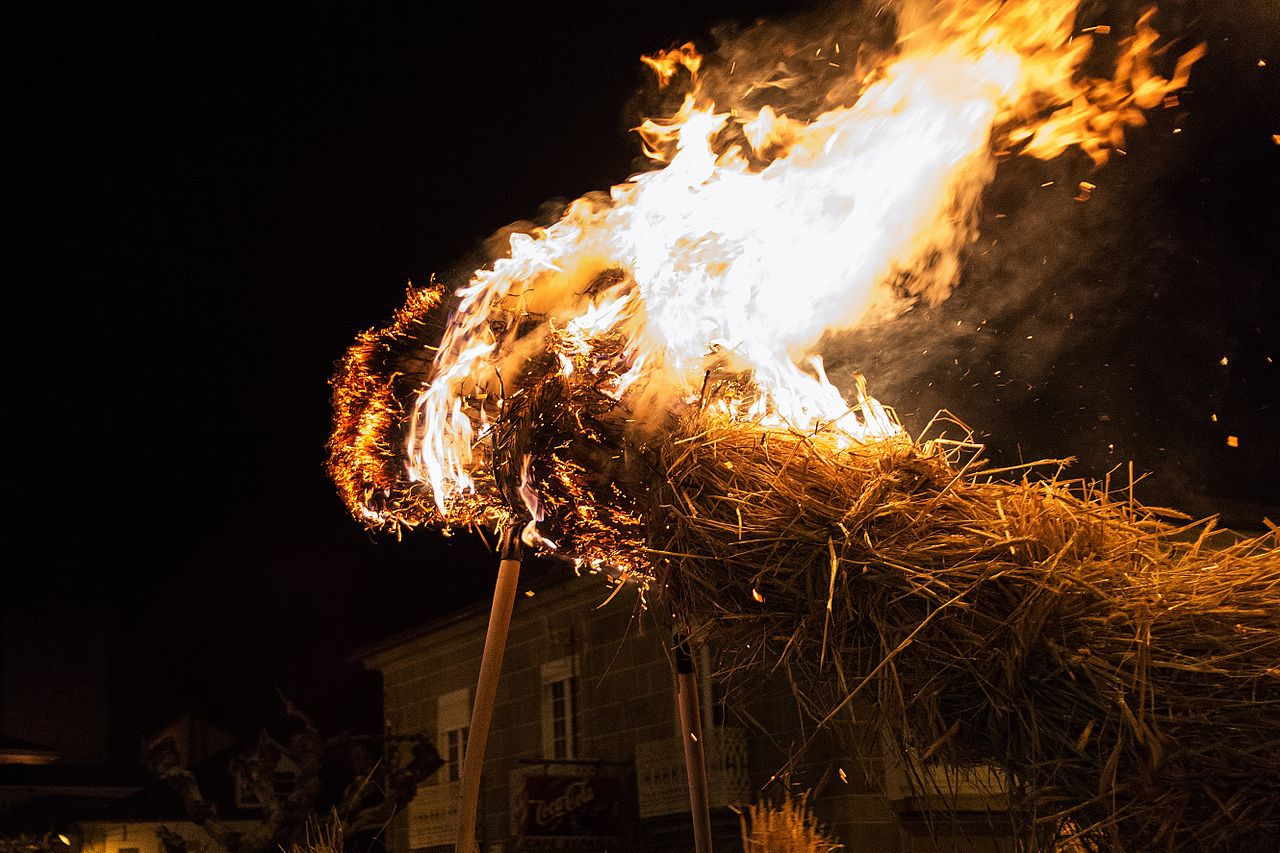
Festa dos Fachós en 2015.
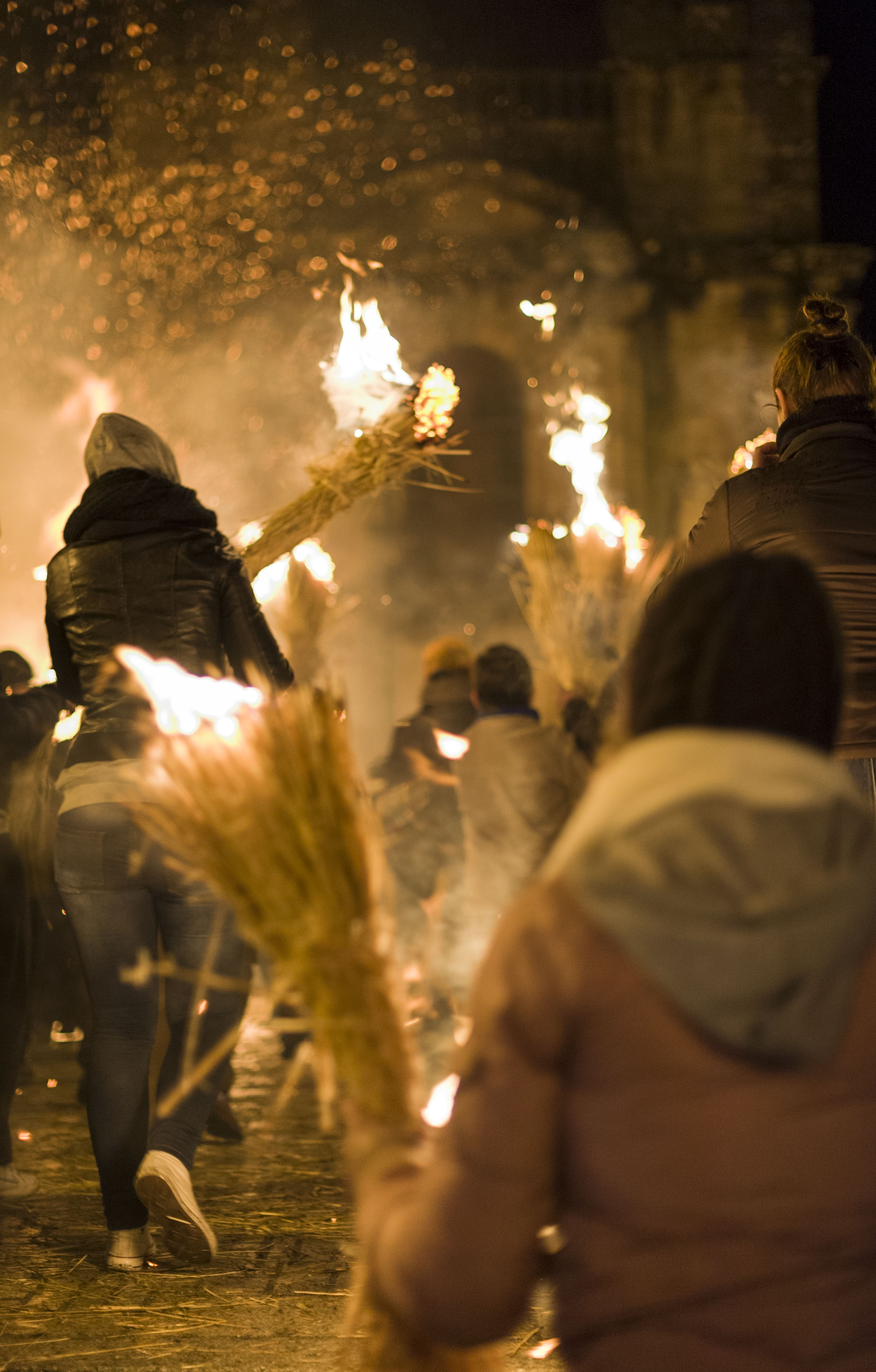
Procesión con los fachós.
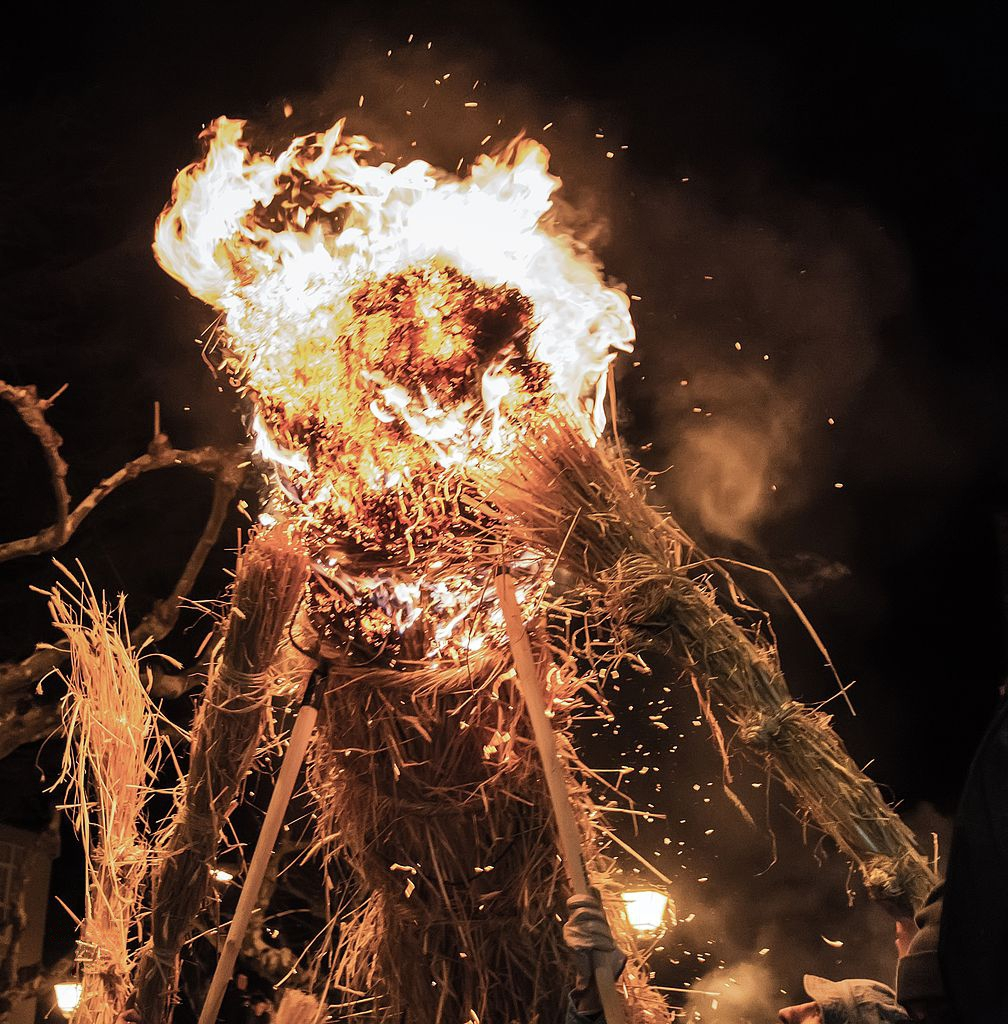
Encendiendo los fachós.
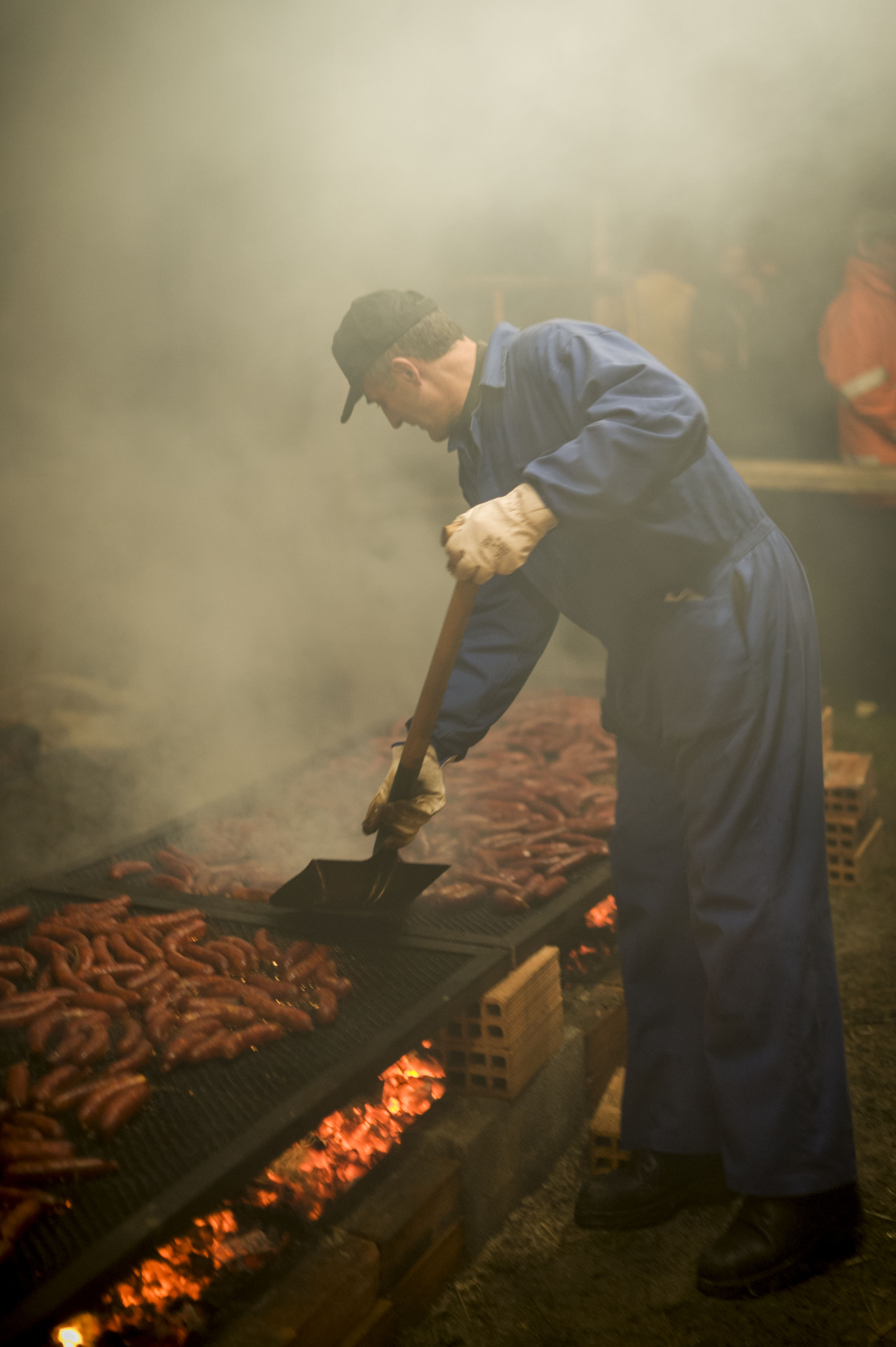
"Chourizada".

### Otros artículos
- Día de la Candeloria